# Distretto di Gaya
Gaya è un distretto dell'India di 3 464 983 abitanti, che ha come capoluogo Gaya.